# Estreito da Calheta
Estreito da Calheta é uma freguesia portuguesa do município da Calheta, na ilha da Madeira, Região Autónoma da Madeira com 13,4 km² de área e 1578 habitantes (censo de 2021). A sua densidade populacional é 117,8 hab./km².
Estreito da Calheta com uma rua que liga Calheta ao Funchal. A atividade económica principal é a agricultura. Tem costa no Oceano Atlântico a sul e montanhas a nordeste.

## História
O nome da freguesia do Estreito da Calheta teve origem nas suas condições orográficas, uma vez que é caracterizada por um vale profundo, de aspecto semelhante a um desfiladeiro. Segundo algumas fontes o povoamento terá ocorrido no início da segunda metade do século XVI.
Entre as actividades económicas, sobressai a agricultura, com as culturas da vinha e da cana-de-açúcar a assumirem um papel fundamental. O açúcar foi, durante séculos, considerado o ouro branco e noutros tempos era exportado em troca de arte flamenga hoje exposta no Museu de Arte Sacra, na cidade do Funchal.
A ribeira de São Bartolomeu, a leste, divide o Estreito da Calheta da Freguesia da Calheta e a Ribeira Funda, a oeste, divide-a da Freguesia dos Prazeres.
Além da levada do Rabaçal, o Estreito da Calheta é irrigada pela levada dos Moinhos, levada Nova, levada do Ribeiro do Farrobo e levada dos Ferreiros.

## Demografia
A população registada nos censos foi:
Nota: Nos censos de 1911 a 1930 tinha anexadas as freguesias de Jardim do Mar e Prazeres. Pelo decreto-lei nº 30.214, de 22/12/1939. estas passaram a constituir freguesias autónomas.
| Distribuição da População por Grupos Etários | Distribuição da População por Grupos Etários | Distribuição da População por Grupos Etários | Distribuição da População por Grupos Etários | Distribuição da População por Grupos Etários |
| -------------------------------------------- | -------------------------------------------- | -------------------------------------------- | -------------------------------------------- | -------------------------------------------- |
| Ano                                          | 0-14 Anos                                    | 15-24 Anos                                   | 25-64 Anos                                   | > 65 Anos                                    |
| 2001                                         | 292                                          | 253                                          | 734                                          | 351                                          |
| 2011                                         | 226                                          | 188                                          | 847                                          | 346                                          |
| 2021                                         | 205                                          | 150                                          | 786                                          | 437                                          |

## Freguesias próximas
- Prazeres, norte
- Madalena do Mar, este
- Calheta, oeste

O Estreito da Calheta tem uma Escola Básica de 1º Ciclo com Pré-Escolar (http://www01.madeira-edu.pt/estabensino/eb1peecalheta/), um parque industrial, uma pousada de juventude, um centro cívico, uma centro de saúde e várias residenciais e hotéis.

## Património Artístico do Estreito da Calheta
- Capela de Nossa Senhora do Livramento
- Capela dos Reis Magos

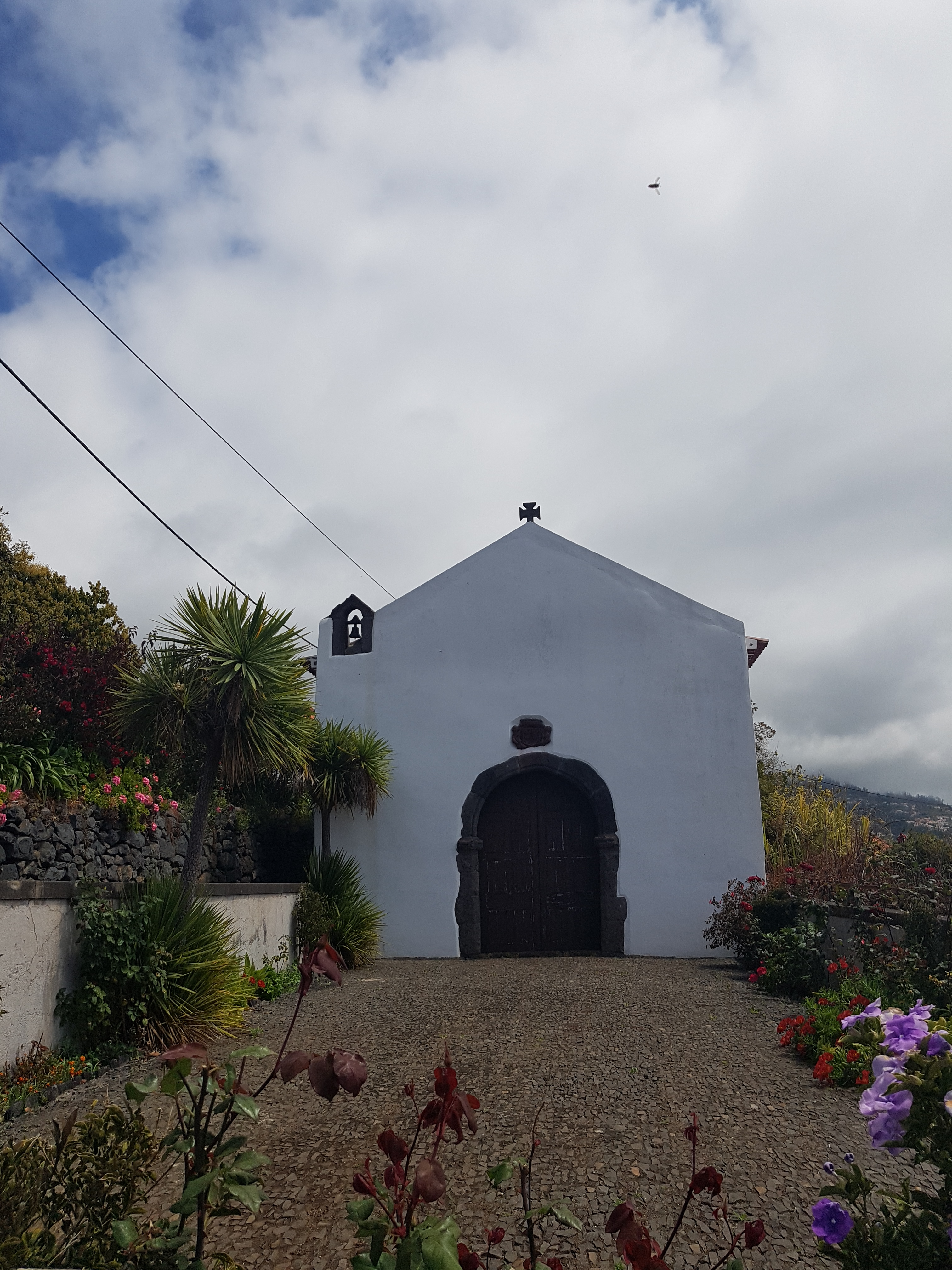
Capela dos Reis Magos

Esta Capela está localizada no caminho Lombo dos Reis, no Estreito da calheta no Município da Calheta. Esta é apelidada como a Capela dos Reis Magos ou Capela de Nossa Senhora de Belém. Segundo o Sistema de Informação para Património Arquitetónico , a Capela dos Reis Magos é considerada um Património Cultural e Artístico. 
É uma arquitetura religiosa de estilo manuelino, uma construção do início da economia açucareira, ao qual esta capela apresenta uma planta retangular simples, com fachada principal em empena. No seu interior destaca-se o teto original, com uma estrutura simples de modelo hispano-mourisco de alvenaria de alfarge e uma retábulo caixa da escola Flamenga de Antuérpia. Sobre a porta principal encontra-se o brasão da família em cantaria vermelha. Surgiu por volta do século XVI por Francisco Homem de Gouveia, um sesmeiro, um juiz dos órgãos, um fidalgo e escudeiro dada altura, que fundou o morgadio e a Capela dos Reis Magos. 
Nesta Capela instituída por Francisco Homem de Gouveia e sua mulher Isabel Afonso, que se encontram representados no interior, nos volantes do retábulo mandado pintar e esculpir em Antuérpia em 1525.
Podemos verificar no interior desta belíssima capela um retábulo da escola flamenga, em madeira de carvalho policromada e dourado que representa a adoração dos reis magos com treze figuras em relevo. Uma obra a óleo sobre madeira sendo única e produzida nas oficinas de Antuérpia, em Flandres. Nas pinturas Laterais estão representados à esquerda Francisco Homem de Gouveia de joelhos protegido por Santo Antão e à direita D. Isabel Afonso protegida por São Francisco de Assis.
Este retábulo quando está fechado apresenta a cena de anunciação em pintura e quando aberto, uma teatral Adoração dos Reis Magos presidida por Deus Pai, no corpo central.A Capela dos Reis Magos é considerada uma preciosidade naquela Região. O Retábulo dos Reis Magos que se encontra dentro desta capela é uma réplica. O original está no Museu de Arte Sacra do Funchal.
- Casa Senhorial dos Reis Magos
- Via expresso

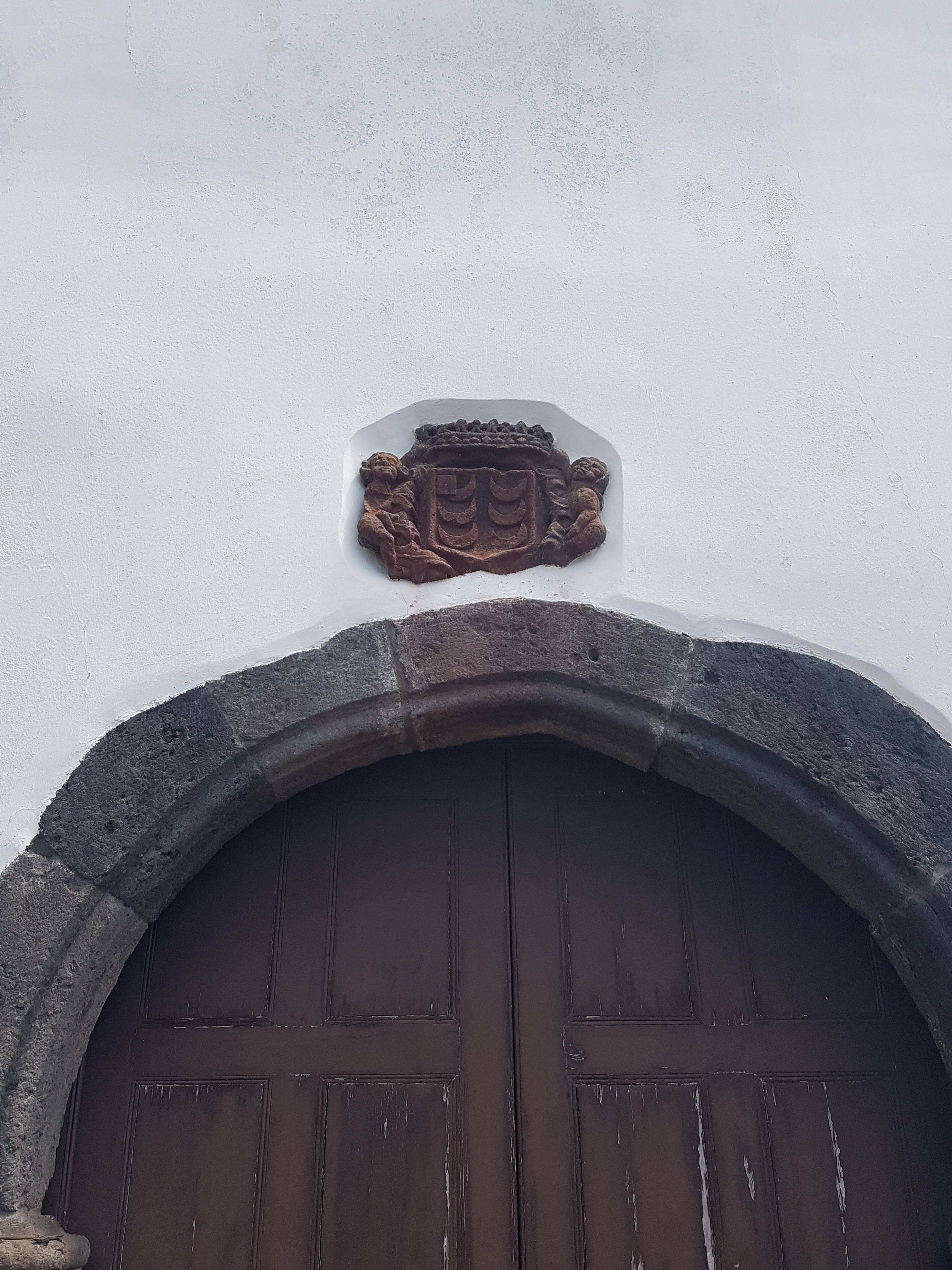
Brasão da Capela dos Reis Magos

A Via Expresso entre o Estreito da Calheta e os Prazeres foi inaugurada a 1 de julho de 2004. Constituída por dois túneis e duas pontes, permite a proximidade das duas freguesias aos centros de decisão. Ao todo são cerca de 5 km, num investimento que rondou os 40 milhões de Euros.